# Caedicia
Caedicia is een geslacht van rechtvleugeligen uit de familie sabelsprinkhanen (Tettigoniidae). De wetenschappelijke naam van dit geslacht is voor het eerst geldig gepubliceerd in 1874 door Stål.

## Soorten
Het geslacht Caedicia omvat de volgende soorten:
- Caedicia acutifolia Brunner von Wattenwyl, 1878
- Caedicia affinis Bolívar, 1902
- Caedicia albidiceps Walker, 1869
- Caedicia araucariae Rentz, 1988
- Caedicia bispinulosa Brunner von Wattenwyl, 1878
- Caedicia chloronota Bolívar, 1902
- Caedicia chyzeri Bolívar, 1902
- Caedicia clavata Bolívar, 1902
- Caedicia concisa Brunner von Wattenwyl, 1878
- Caedicia congrua Walker, 1869
- Caedicia extenuata Walker, 1869
- Caedicia flexuosa Bolívar, 1902
- Caedicia gloriosa Hebard, 1922
- Caedicia goobita Rentz, Su & Ueshima, 2008
- Caedicia gracilis Rentz, 1988
- Caedicia halmaturina Tepper, 1892
- Caedicia hirsuta Tepper, 1892
- Caedicia inermis Brunner von Wattenwyl, 1878
- Caedicia kuranda Rentz, Su & Ueshima, 2008
- Caedicia longipennis Brunner von Wattenwyl, 1878
- Caedicia longipennoides Tepper, 1892
- Caedicia marginata Brunner von Wattenwyl, 1878
- Caedicia mesochides Rentz, 1988
- Caedicia minor Brunner von Wattenwyl, 1878
- Caedicia noctivaga Rentz, 1988
- Caedicia obtusifolia Brunner von Wattenwyl, 1878
- Caedicia paraopeba Piza, 1980
- Caedicia pictipes Stål, 1874
- Caedicia porrecta Brunner von Wattenwyl, 1879
- Caedicia punctifera Walker, 1871
- Caedicia scalaris Brunner von Wattenwyl, 1878
- Caedicia septentrionalis Brunner von Wattenwyl, 1878
- Caedicia simplex Walker, 1869
- Caedicia strenua Walker, 1869
- Caedicia thymifolia Fabricius, 1775
- Caedicia valida Walker, 1869
- Caedicia webberi Rentz, Su & Ueshima, 2008